# Elisabeth Vrba
Elisabeth S. Vrba (Amburgo, 17 maggio 1942 – New Haven, 5 febbraio 2025) è stata una paleontologa tedesca naturalizzata statunitense.
È ben nota per aver coniato il termine exattamento con il collega Stephen Jay Gould e per aver sviluppato l'ipotesi dell'impulso di avvicendamento. È un membro di facoltà presso il Dipartimento di Geologia e Geofisica, all'Università di Yale, dall'inizio degli anni '80.

## Carriera scientifica
Ha conseguito il dottorato di ricerca in zoologia e paleontologia all'Università di Cape Town nel 1974. È stata l'assistente principale di Charles Kimberlin Brain durante la sua direzione del Transvaal Museum.
Nello specifico, i suoi studi si concentrano sulla famiglia Bovidae (in cui rientrano per esempio bovini e caprini).

### Teoria dell'exattamento
Partendo dalla ricerca di Charles Darwin sui tratti genetici sviluppati durante l'adattamento nell'evoluzione, la ricerca di Vrba e Stephen Jay Gould ha suggerito che l'origine storica di un tratto genetico non sempre riflette la sua funzione contemporanea. Gli adattamenti genetici possono assumere nuove funzioni e possono servire a una specie uno scopo diverso più avanti nell'evoluzione. Gould è morto nel 2002, ma la loro teoria è stata ampiamente citata negli ultimi anni nella letteratura scientifica popolare. Anche la teoria di Vrba e Gould è stata criticata negli ultimi anni da studiosi che affermano che i tratti genetici sono sotto pressione da molteplici fattori, rendendo difficile determinare quando è in gioco l'adattamento o l'exattamento.

### Ipotesi dell'impulso di avvicendamento
Vrba ha anche ideato l'ipotesi dell'impulso di avvicendamento, un'aggiunta significativa alla teoria macroevolutiva.

## Pubblicazioni
- Gould, S. J. e E. S. Vrba. (1982). "Exattamento: un termine mancante nella scienza della forma." Paleobiologia 8: 4-15.
- Katherine Macinnes. "Evolving Vocabulary: the rise and fall of 'exaptation'" International Innovation, 18 settembre 2015, https://web.archive.org/web/20160825224345/http://www.internationalinnovation.com/evolving-vocabulary-the -ascesa-e-caduta-di-exaptation /.
- Lewis, R. "Surveying the Genomic Landscape of Modern Mammals," DNA Science Blog, 29 gennaio 2015. http://blogs.plos.org/dnascience/2015/01/29/probing-genomic-landscape-modern-mammals /. Archiviato l'8 gennaio 2018 in Internet Archive.
- Michael Garfield. "Exaptation of the Guitar" Guitar International, 17 settembre 2010, https://web.archive.org/web/20130622042448/http://guitarinternational.com/2010/09/17/exaptation-of-the-guitar/ .
- Rozzi, Roberto. "Elisabeth Vrba | TrowelBlazers." trowelblazers.com . 2014. Accesso 17 ottobre 2015. http://trowelblazers.com/elisabeth-vrba/ .
- Shapiro, J. "More Evidence on the Real Nature of Evolutionary DNA Change", Huffington Post, The Blog, 1 giugno 2012. http://www.huffingtonpost.com/james-a-shapiro/more-evidence-on- the-real_b_1158228.html.
- Shell, ER (1999). "Waves of Creation". Discover 14 (maggio): 54-61.
- Vrba, E. S. e Gould, S. J. (1986). "L'espansione gerarchica dell'ordinamento e della selezione". Paleobiologia. 12 (2): 217-228.
- Vrba, E. S. (1993). "L'impulso che ci ha prodotto". Storia naturale 102 (5) 47-51.